# Громи
Громи́ — село в Україні, в Паланській сільській громаді Уманського району Черкаської області. Розташоване на обох берегах річки Журбинці (притока Ятрані) за 11 км на південь від міста Умань. Населення становить 915 осіб (станом на 1 січня 2024 р.).

## Населення
За переписом 1897 року кількість мешканців зросла до 1929 осіб (985 чоловічої статі та 944 — жіночої), з яких 1896 — православної віри.
За даними перепису 2001 року населення становило 1160 осіб.

### Мовний склад
Рідна мова населення за даними перепису 2001 року:
| Мова       | Чисельність, осіб | Доля     |
| ---------- | ----------------- | -------- |
| Українська | 1 143             | 98,53 %  |
| Російська  | 14                | 1,20 %   |
| Білоруська | 1                 | 0,09%    |
| Румунська  | 1                 | 0,09%    |
| Вірменська | 1                 | 0,09%    |
| Разом      | 1 160             | 100,00 % |

## Історія
Станом на 1885 рік у колишньому військовому поселенні Уманської волості Уманського повіту Київської губернії, мешкало 1300 осіб, налічувалось 186 дворових господарств, існували православна церква, школа та 3 постоялих будинки, 7 водяних і 3 вітряних млини.
Під час Голодомору 1932—1933 років, тільки за офіційними даними, від голоду померло 208 мешканців села.